# Johann Ernst Robert Engel
Johann Ernst Robert Engel (* 29. Juni 1857 in Braunschweig; † 28. April 1914 in Altenau) war Bürgermeister und Abgeordneter des Provinziallandtages der preußischen Provinz Hessen-Nassau.

## Leben
Johann Ernst Robert Engel wurde als Sohn des Pfarrers Heinrich Engel und dessen Gemahlin Marie Hunicken geboren. Er besuchte das Gymnasium in Braunschweig bis zur Obersekunda und begann eine landwirtschaftliche Ausbildung. Nach einer Reifeprüfung absolvierte er ein Studium der Rechtswissenschaften und war nach dem ersten juristischen Staatsexamen als Rechtsanwalt in Nienburg/Weser beschäftigt und promovierte zum Dr. jur. Engel war als Senator und Syndikus bei der Stadtverwaltung Northeim beschäftigt, bevor er am 12. März 1894 zum Bürgermeister von Schmalkalden gewählt wurde. 1899 erhielt er in indirekter Wahl ein Mandat im Kurhessischen Kommunallandtag des Regierungsbezirks Kassel, aus dessen Mitte er zum Abgeordneten des Provinziallandtages der Provinz Hessen-Nassau bestimmt wurde. Er war hier in verschiedenen Ausschüssen tätig, so von 1902 bis 1904 im Hauptausschuss. Aus gesundheitlichen Gründen legte er am 1. Januar 1907 seine öffentlichen Ämter nieder, war aber später im Ruhestand noch als Rechtsanwalt in Schmalkalden tätig. Am 17. Februar 1908 übernahm er  nach seiner Wahl noch das Amt des Bürgermeisters in Altenau, wurde 1913 wiedergewählt und blieb bis zu seinem Tod in diesem Amt. 